# Kenny McLean
Kenneth McLean (8 de gener de 1992) és un futbolista professional escocés que juga de centrecampista o volant esquerre pel Norwich City FC anglès.